# IC 2996
IC 2996 est une galaxie spirale située dans la constellation de l'Hydre. Sa vitesse par rapport au fond diffus cosmologique est de 2 589 ± 24 km/s, ce qui correspond à une distance de Hubble de 38,2 ± 2,7 Mpc (∼125 millions d'al). Elle a été découverte par l'astronome américain DeLisle Stewart en 1899.
La classe de luminosité de IC 2996 est III et elle présente une large raie HI.
À ce jour, près d'une quinzaine de mesures non basées sur le décalage vers le rouge (redshift) donnent une distance de 28,538 ± 5,842 Mpc (∼93,1 millions d'al), ce qui est légèrement à l'extérieur des valeurs de la distance de Hubble.

## Groupe d'IC 764
IC 2996 fait partie du groupe d'IC 764. Ce groupe de galaxies compte au moins 11 membres dont les galaxies NGC 4106, IC 760, IC 764 et IC 3015.